# Super Ghouls 'n Ghosts
Super Ghouls 'n Ghosts är ett plattformsspel för tv-spelskonsolen SNES. Det släpptes 1991 och utvecklades av Capcom.
Det portades senare till Playstation, Sega Saturn, Game Boy Advance, Playstation 2, Xbox, Playstation Portable, Wii och Wii U. Det är uppföljare till arkadspelen Ghosts 'n Goblins och Ghouls 'n Ghosts. Det är kanske mest ihågkommet för sin kolossalt svåra och oförlåtande spelupplevelse.

## Överblick
Spelet utspelar sig fyra år efter att Arthur räddade prinsessan Prin-Prin från demonen Loki. De förlovar sig och är redo att gifta sig. Medan Prin-Prin tillbringar en lugn stund, blir hon plötsligt kidnappad av en demon.
Spelaren får återigen kontrollera riddaren Arthur i hans försök att rädda sin brud, prinsessan Prin-Prin, från spökvärlden. Den här gången är härskaren demonkejsaren Sardius (Samael i den japanska versionen).
Spelet är oerhört likt sina företrädare, men baserar sig mer på Ghouls 'n Ghosts. Arthur kan i Super Ghouls 'n Ghosts uppgradera till en grön rustning vilket gör att han kan uppgradera sina vapen. Det finns också en guldrustning som tillåter honom att utföra en särskild magiattack genom att ladda upp attackknappen. En ny förmåga Arthur har är att kunna dubbelhoppa. Han kan fortfarande inte ändra riktningar halvvägs upp i luften, men han kan ändra riktningen när han utför sitt andra hopp. 
En annan nyhet i spelet är nya vapen, exempelvis bågen och pilarna samt lien.
Spelet håller sig till seriens tradition genom att spelaren måste klara det två gånger i rad med ett specialvapen (Prin-Prins armband), för att få se det riktiga slutet.
Super Ghouls 'n Ghosts återkom ofta i spelshowen Nick Arcade på tv-kanalen Nickelodeon.

### Censur
Då de amerikanska och europeiska utgåvorna innehöll kors tvingades de bli ändrade till Ankhsymbolen för att undvika kritik från kristna personer.

## Portningar
Playstation- och Sega Saturnversionerna går att finna i sammanställningen Capcom Generation Vol.2. Sony Playstation- och Microsoft Xboxversioner inkluderas i Capcom Classic Collection. En version av Super Ghouls 'n Ghosts för Playstation Portable finns i Capcom Classics Collection Reloaded.
2007-03-05 släpptes Super NES-versionen av spelet till Wii i Nordamerika.